# 케레크인
케레크인(Kerek)은 러시아 극동부 축치 자치구에 거주하는 원주민족이다.
고유의 언어인 케레크어는 더 이상 사용되지 않으며, 그 후손들은 축치어와 러시아어를 사용한다. 1897년 러시아 제국 인구조사에서는 102명의 케레크인이 있었다.
20세기 동안, 케레크인은 축치인에 완전히 동화되었다. 2002년의 조사에 따르면 러시아어 8명의 케레크인이 거주하고 있으며, 2010년 인구조사에 따르면 4명이다. 2021년 인구조사에서 23명으로 밝혀졌다.

## 같이 보기
- 축치인
- 코랴크인